# Neivamyrmex californicus
Neivamyrmex californicus är en myrart som först beskrevs av Mayr 1870.  Neivamyrmex californicus ingår i släktet Neivamyrmex och familjen myror. Inga underarter finns listade i Catalogue of Life.

## Bildgalleri

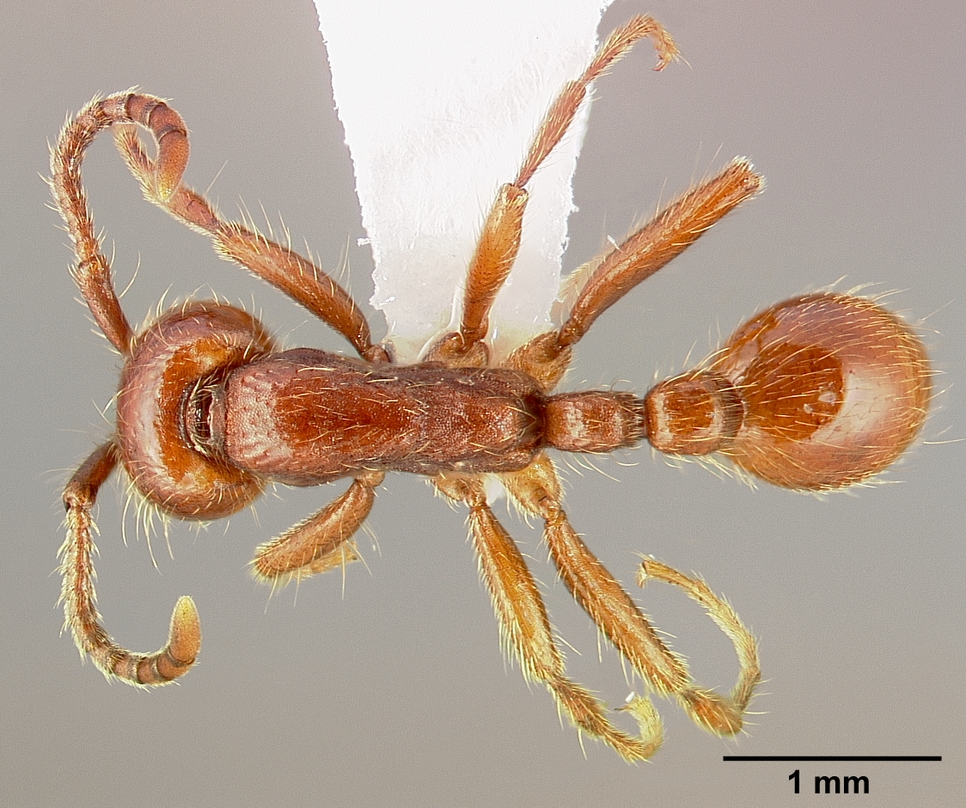
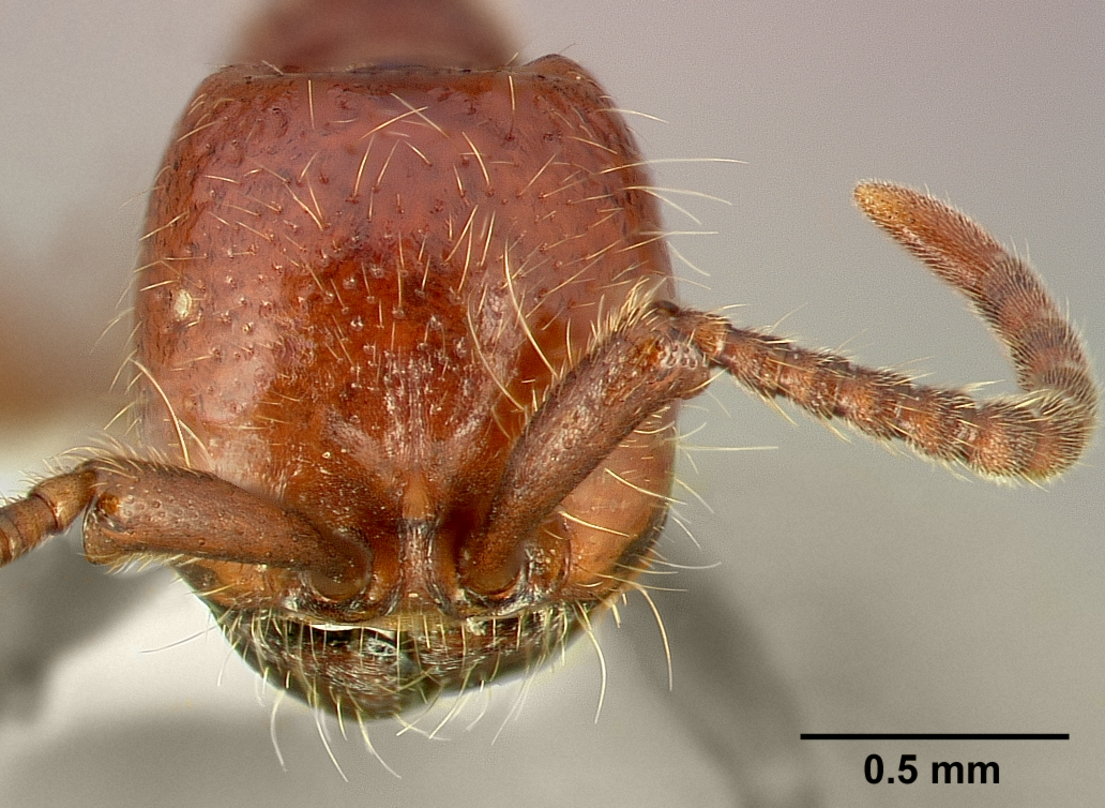
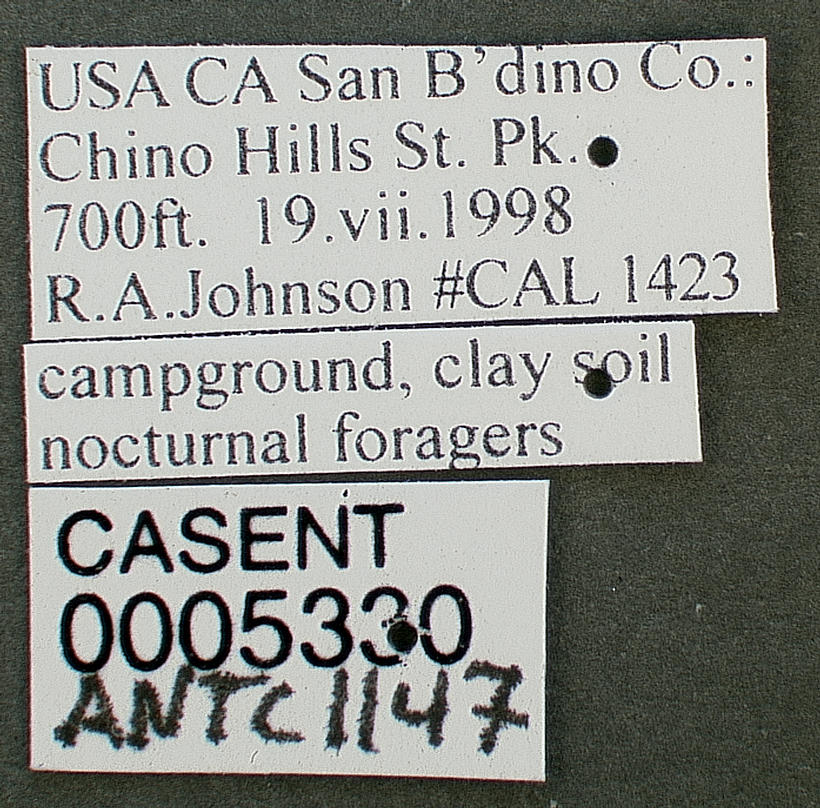
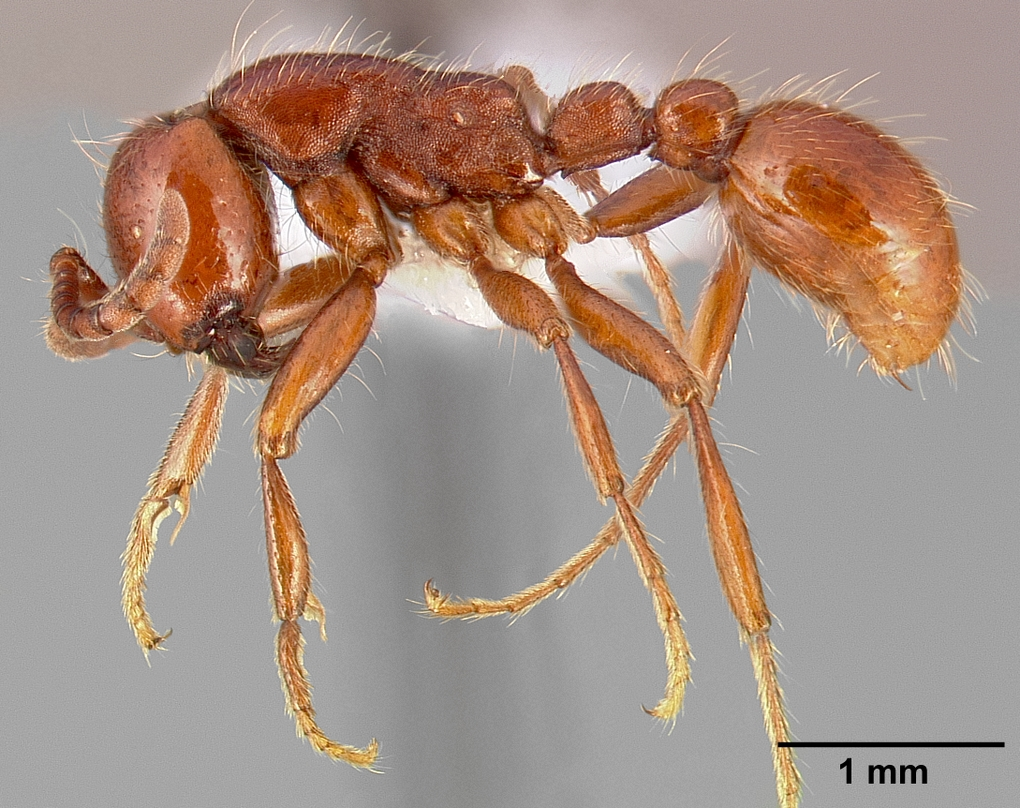